# Bam (stad)
Bam is een stad in de Iraanse provincie Kermān. Het is een moderne stad met een bevolking van circa 107.000 personen en ligt in de buurt van de antieke stad Arg-e Bam.

## Aardbeving (2003)
Op 26 december 2003 werd Bam getroffen door een hevige aardbeving om 01:26 UTC (5:26 lokale tijd in Iran). De kracht van de aardbeving was 6,7 op de schaal van Richter. 70% van het moderne gedeelte van Bam werd vernietigd, en 43.000 mensen verloren het leven. In 2004 werd Bam uitgeroepen tot een monument op de Werelderfgoedlijst van de UNESCO.

## Galerij

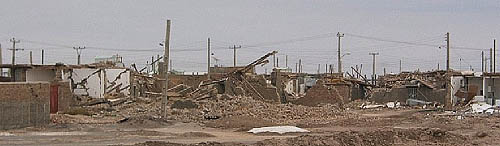
Bam na de aardbeving (afbeelding van USAID)
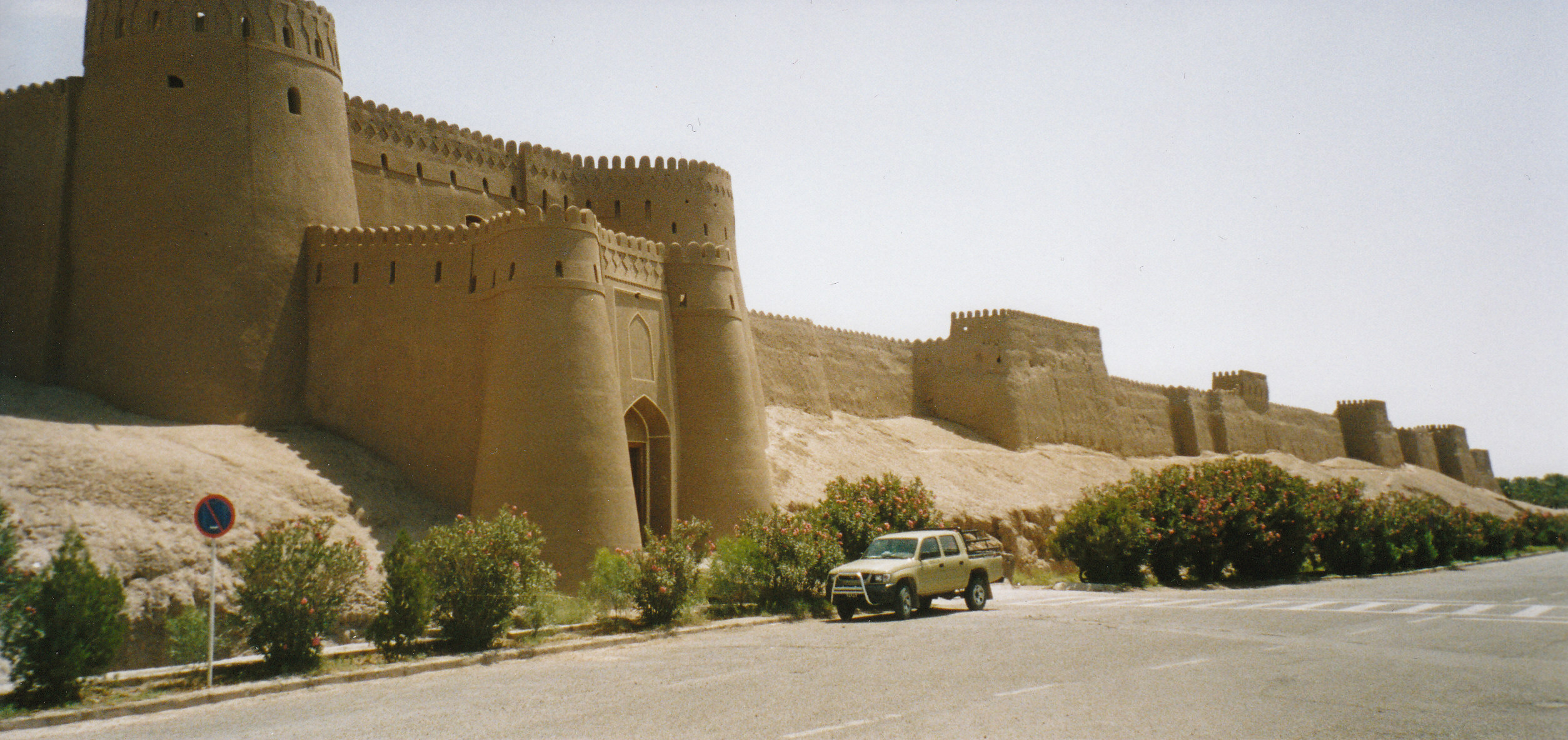
Bam stadsmuur en entree oude stad

- Library of Congress Control Number: no2002050669
- MusicBrainz: f6e80435-7764-4422-b66f-f93c0ae229f3
- Nationale Bibliotheek van Tsjechië: ge392844
- Nationale Bibliotheek van Israël: 987007471776905171
- Virtual International Authority File: 157441510

Chogha Zanbil · Persepolis · Plein van de Emam · Takht-e Soleyman · Pasargadae · Bam en zijn cultuurlandschap · Soltaniyeh · Behistuninscriptie · Armeense kloosterensembles in Iran · Historisch hydraulisch systeem van Shushtar · Khānegāh en heiligdom van sjeik Safi al-Din · Bazaar van Tabriz · Perzische tuin · Vrijdagmoskee van Isfahan · Gonbad-e Qabus · Golestanpaleis · Shahr-i Sokhta · Susa · Cultuurlandschap van Meymand · Het Perzisch qanat · Dasht-e Lut · Historische stad Yazd · Archeologisch landschap van de Sassaniden in de Farsstreek · Hyrcaanse bossen · Trans-Iraanse Spoorlijn · Cultuurlandschap van Hawraman/Uramanat  · Hegmataneh